# Stretto di McClure

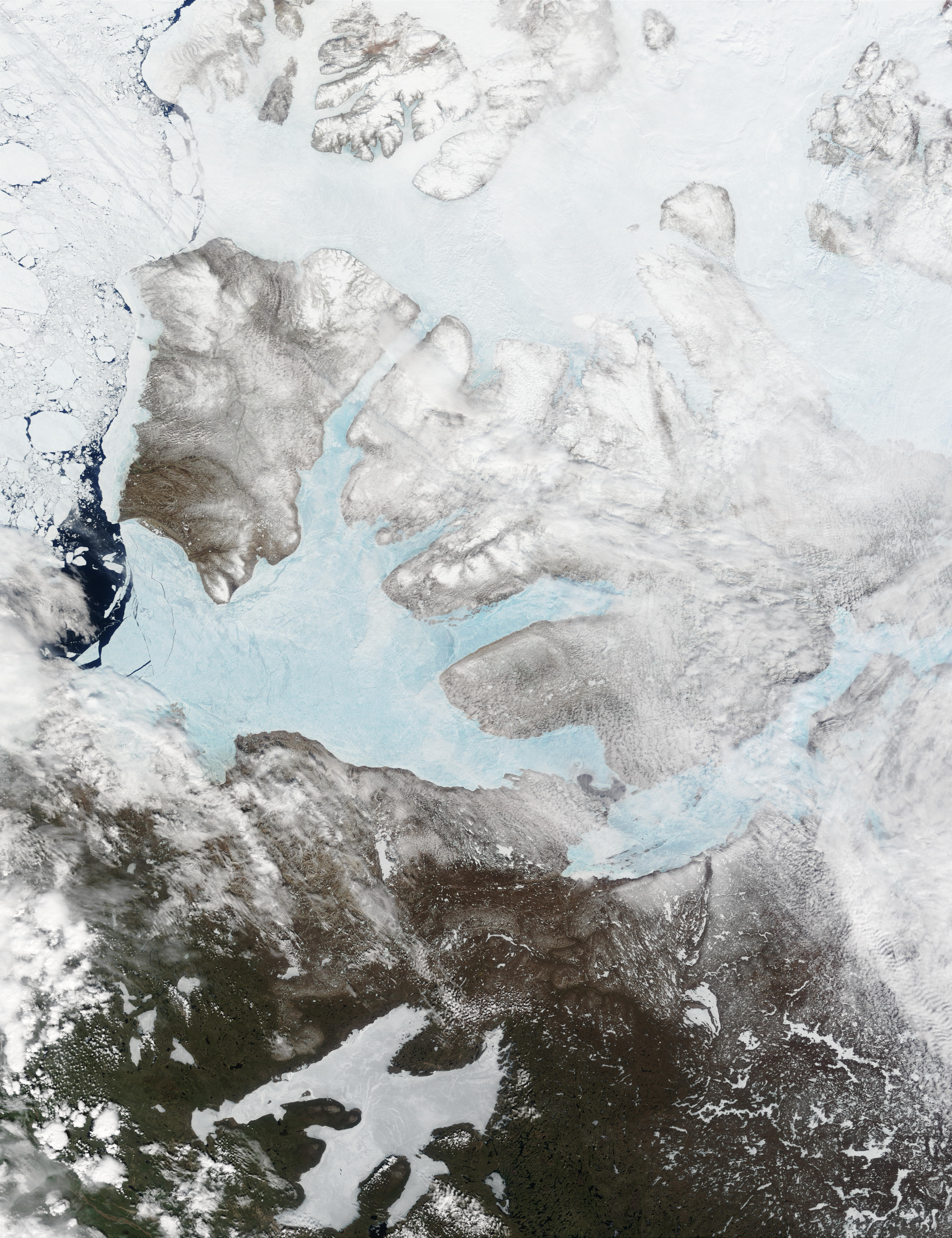
Posizione dello stretto di McClure da una immagine satellitare del giugno 2002. Lo stretto è distinguibile in alto a sinistra.

Lo stretto di McClure (in inglese McClure Strait o M'Clure Strait) è situato nel Mar Glaciale Artico e mette in comunicazione il mare di Beaufort a occidente con il canale Visconte Melville a oriente.
Lo stretto è delimitato a nord-est dalle isole Principe Patrizio, Eglinton, Melville facenti parte dell'arcipelago delle isole della Regina Elisabetta. A sud-ovest lo stretto è delimitato dalla costa settentrionale dell'isola di Banks.

## Storia
Lo stretto prende il nome dall'esploratore irlandese Robert McClure che fu il primo a compiere l'intero percorso del passaggio a nord-ovest combinando il viaggio in mare con un viaggio in slitta. Lo stretto è bloccato dai ghiacci per la maggior parte dell'anno ma nell'agosto del 2007 a seguito del riscaldamento terrestre fu per la prima volta (da quando si effettuano monitoraggi) completamente libero dai ghiacci. Un secondo episodio, piuttosto simile, si è comunque verificato anche nell'estate del 2012, a seguito di una tempesta di tipo ciclonico originatasi sull'Alaska, che provocò un rapido scioglimento dei ghiacci artici a ridosso dello stretto.